# San Fernando (Teksas)
San Fernando je naseljeno mjesto za statističke potrebe u američkoj saveznoj državi Teksas. Prema popisu stanovništva iz 2010. u njemu je živjelo 68 stanovnika.